# 旭丘 (練馬区)
旭丘（あさひがおか）は、東京都練馬区の町名。現行行政地名は旭丘一丁目および二丁目。住居表示実施済み区域である。

## 地理
練馬区東部に位置する。北部を同区小竹町、南部を中野区江原町、東部を豊島区長崎、南長崎、千早、西部を同区栄町、豊玉上、豊玉北と接する。西武池袋線江古田駅や日本大学の江古田キャンパスがある。バスの停留所は江古田駅停留所と江古田二又停留所があるがほぼ同じ場所に存在する。

### 地価
住宅地の地価は、2024年（令和6年）7月1日の地価調査によれば、旭丘2-22-7の地点で55万7000円/m2となっている。

## 歴史
旧・武蔵国豊島郡上板橋村字江古田（えごた）。江古田新田として独立した扱いをされることもあった。その名の通り多摩郡江古田村（現在の中野区江古田）の新田（分村）である。1871年（明治4年）11月に浦和県（現埼玉県）から東京府に編入された。1932年（昭和7年）の板橋区成立時に江古田町となり、1947年（昭和22年）、板橋区から分区して練馬区が成立した時に、小竹町と共に練馬区へ移管された。
小竹町と旭丘の2町域が練馬区に移管されたのは、元々板橋警察署江古田駐在所の管轄だったことに起源がある。江古田駐在所が1937年（昭和12年）の練馬警察署設置時に移管され、1944年（昭和19年）に板橋区役所練馬支所が設置された際にその管轄範囲を警察に合わせた。そして練馬区の独立時にその範囲をそのまま引き継いだためである。
旧町名の江古田町は、中野区江古田と間違われることが非常に多かったため、1960年（昭和35年）に小竹町の一部を編入して地番整理を行った際に住民投票が行われ、町内にある旭ヶ丘小学校（旧・上板橋第三小学校）から「旭丘」と名づけられた。1963年（昭和38年）に旭ヶ丘小学校は旭丘小学校に改名。1987年（昭和62年）に栄町の一部を編入して住居表示を実施し、現行の旭丘一丁目から二丁目となった。
同区の旭町とは関係がない瑞祥地名であるといえる。

### 町名の変遷
| 実施後         | 実施年月日    | 実施前（特記なければ、いずれもその全域）     |
| -------------- | ------------- | -------------------------------------------- |
| 板橋区江古田町 | 1932年10月1日 | 上板橋村字江古田                             |
| 旭丘一丁目     | 1960年7月1日  | 江古田町                                     |
| 旭丘二丁目     | 1960年7月1日  | 江古田町                                     |
| 旭丘一丁目     | 1987年1月1日  | 旭丘一丁目・旭丘二丁目（一部）・栄町（一部） |
| 旭丘二丁目     | 1987年1月1日  | 旭丘二丁目（一部）                           |

## 世帯数と人口
2025年（令和7年）4月1日現在（練馬区発表）の世帯数と人口は以下の通りである。
| 丁目       | 世帯数    | 人口    |
| ---------- | --------- | ------- |
| 旭丘一丁目 | 3,529世帯 | 5,050人 |
| 旭丘二丁目 | 1,576世帯 | 2,436人 |
| 計         | 5,105世帯 | 7,486人 |

### 人口の変遷
国勢調査による人口の推移。
| 年                 | 人口  |
| ------------------ | ----- |
| 1995年（平成7年）  | 7,426 |
| 2000年（平成12年） | 7,411 |
| 2005年（平成17年） | 7,592 |
| 2010年（平成22年） | 7,533 |
| 2015年（平成27年） | 7,299 |
| 2020年（令和2年）  | 7,841 |

### 世帯数の変遷
国勢調査による世帯数の推移。
| 年                 | 世帯数 |
| ------------------ | ------ |
| 1995年（平成7年）  | 4,009  |
| 2000年（平成12年） | 4,280  |
| 2005年（平成17年） | 4,511  |
| 2010年（平成22年） | 4,674  |
| 2015年（平成27年） | 4,486  |
| 2020年（令和2年）  | 5,191  |

## 学区
区立小・中学校に通う場合、学区は以下の通りとなる（2022年7月現在）。
- 区域 : 一丁目、二丁目　各全域
  - 小学校 : 練馬区立旭丘小学校
  - 中学校 : 練馬区立旭丘中学校

## 交通

### 鉄道
- 江古田駅
  - 西武池袋線 - 池袋行、小手指行、飯能行

### バス
- 江古田駅停留所（関東バス）
  - 中12・中41系統 - 中野駅北口行
  - 中12-1系統 - 丸山営業所行

- 江古田二又停留所、練馬総合病院入口停留所（国際興業バス）
  - 池07系統 - 江古田二又行、サンシャインシティ南行

- 南長崎六丁目停留所 
  - 白61系統 - 新宿駅西口行（都営バス）
  - 池07系統 - 江古田二又行、サンシャインシティ南行（国際興業バス）

- 練馬総合病院入口停留所

- 南長崎六丁目停留所

### 道路
- 東京都道439号椎名町上石神井線（千川通り）
- 東京都道420号鮫洲大山線（中野通り）

## 事業所
2021年（令和3年）現在の経済センサス調査による事業所数と従業員数は以下の通りである。
| 丁目       | 事業所数  | 従業員数 |
| ---------- | --------- | -------- |
| 旭丘一丁目 | 273事業所 | 2,228人  |
| 旭丘二丁目 | 64事業所  | 1,222人  |
| 計         | 337事業所 | 3,450人  |

### 事業者数の変遷
経済センサスによる事業所数の推移。
| 年                 | 事業者数 |
| ------------------ | -------- |
| 2016年（平成28年） | 337      |
| 2021年（令和3年）  | 337      |

### 従業員数の変遷
経済センサスによる従業員数の推移。
| 年                 | 従業員数 |
| ------------------ | -------- |
| 2016年（平成28年） | 4,028    |
| 2021年（令和3年）  | 3,450    |

## 施設

### 旭丘一丁目

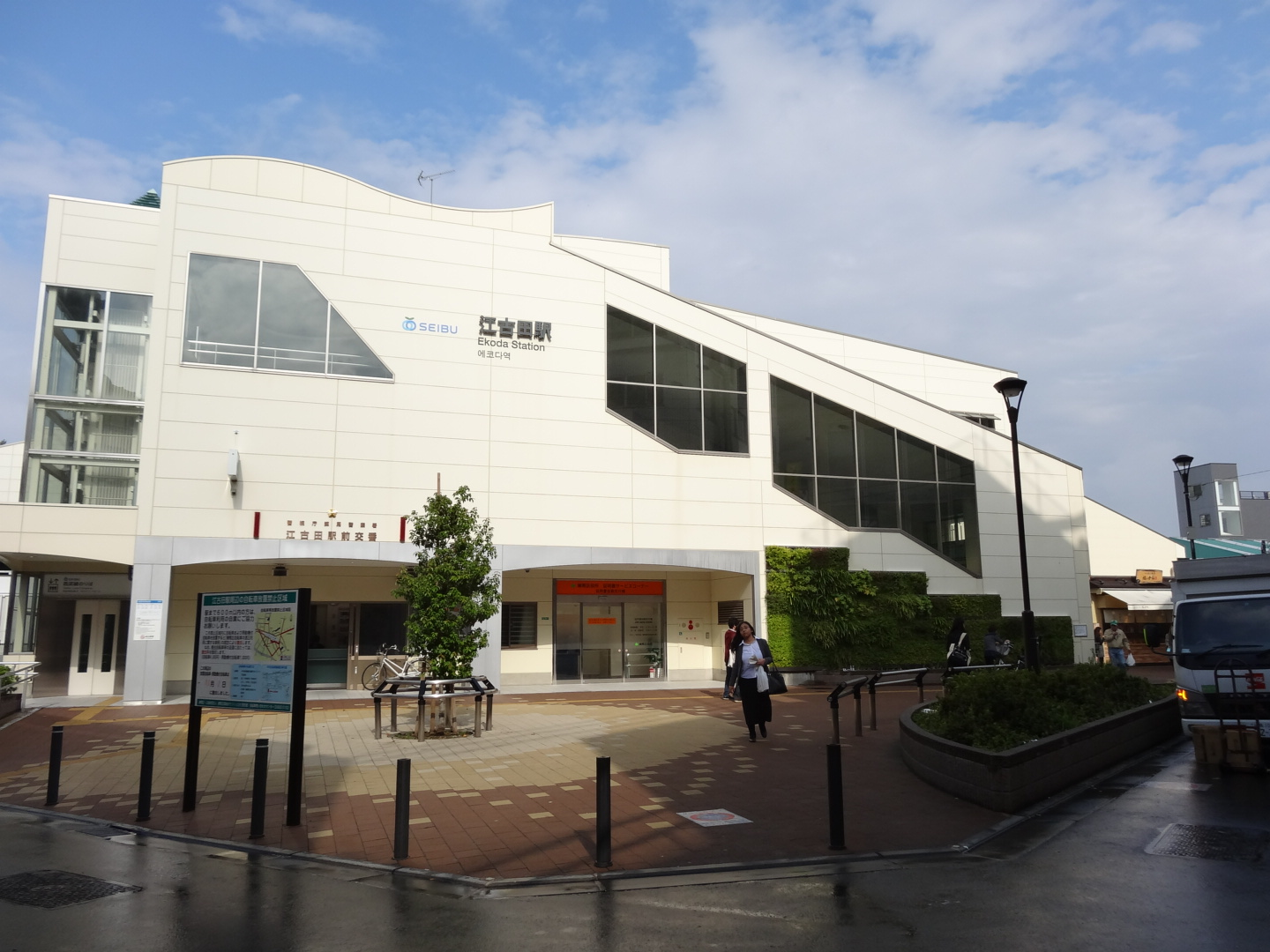
江古田駅

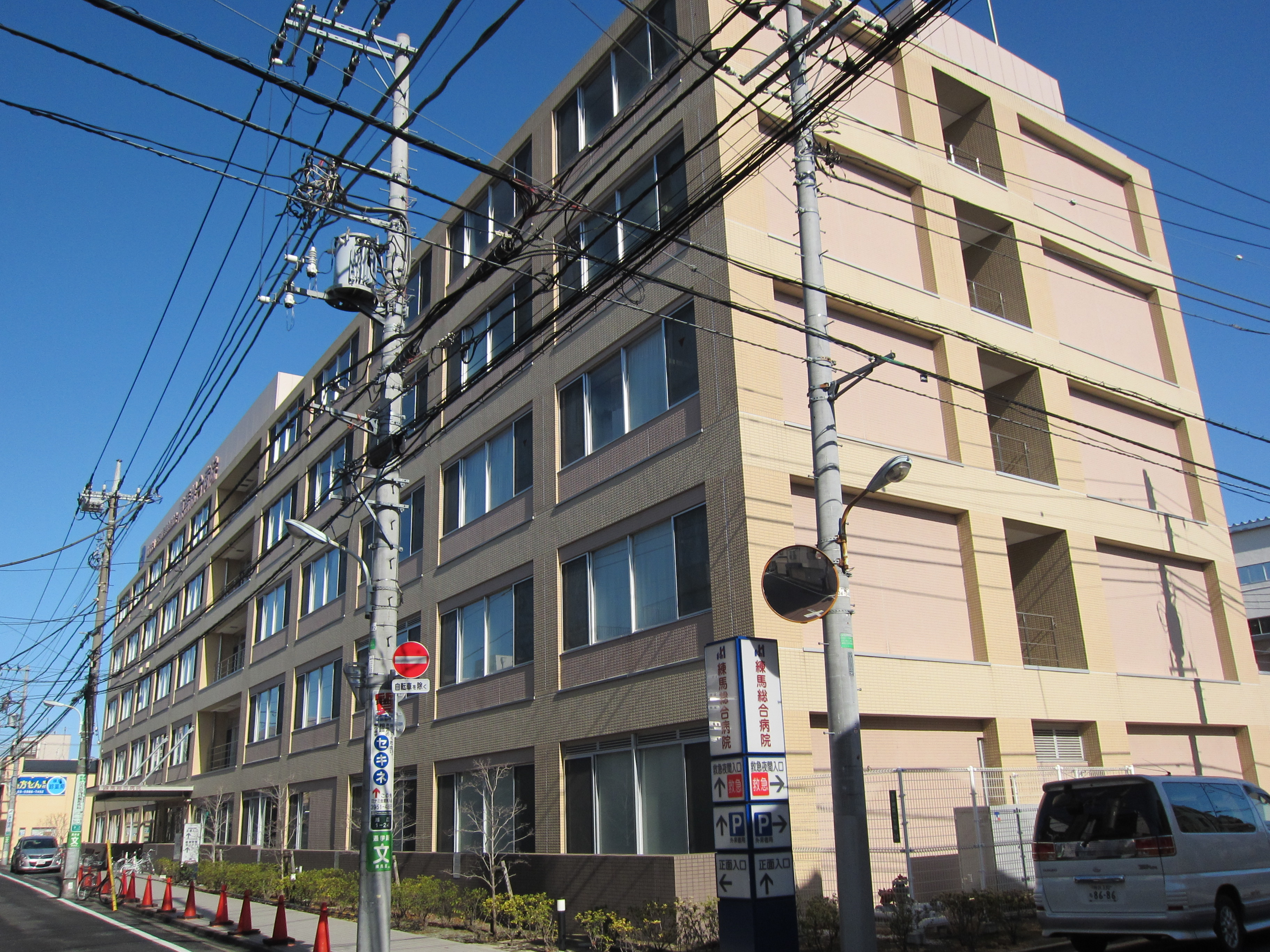
練馬総合病院

- 江古田駅（西武池袋線）
- 江古田駅前交番
- 練馬旭丘郵便局
- 巣鴨信用金庫江古田支店
- 江古田ストアハウス
- ウェルシア江古田店
- マクドナルド江古田店
- モスバーガー江古田旭丘店
- 日本通運流通センター
- 練馬総合病院
- 江古田幼稚園
- 江古田穴守稲荷神社

### 旭丘二丁目

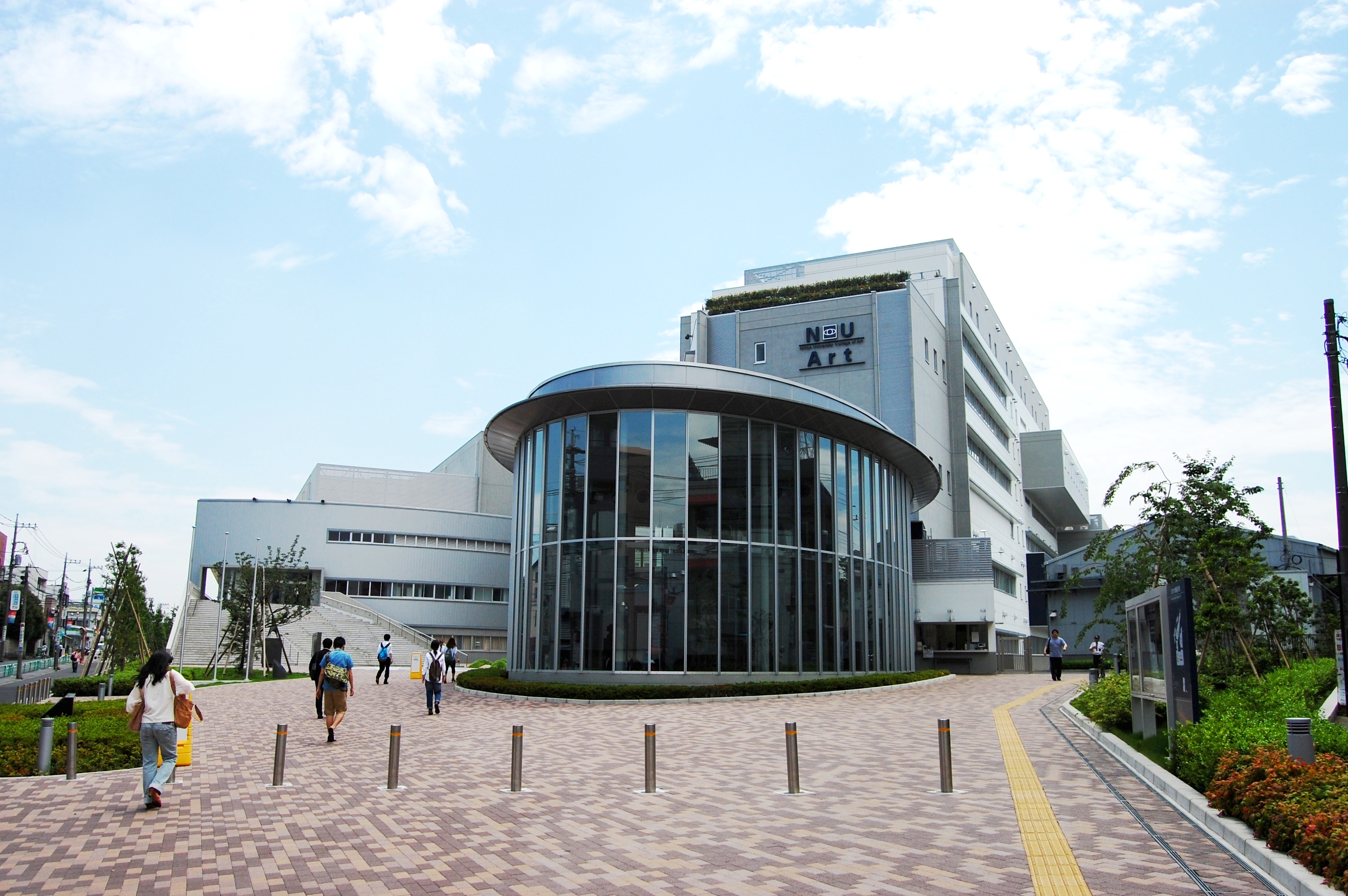
日本大学芸術学部

- 練馬区立旭丘小学校
- 練馬区立旭丘中学校
- 日本大学芸術学部
- みずほ銀行江古田支店
- 居酒屋一休江古田店
- 能満寺

## その他

### 日本郵便
- 郵便番号 : 176-0005[3]（集配局 : 練馬郵便局[18]）。

## 関連文献
- 「上板橋村」『新編武蔵風土記稿』 巻ノ12豊島郡ノ4、内務省地理局、1884年6月。NDLJP:763977/32。 - 「小名　江古田」の記述がある